# Rourea breviracemosa
Rourea breviracemosa är en tvåhjärtbladig växtart som beskrevs av James Sykes Gamble. Rourea breviracemosa ingår i släktet Rourea och familjen Connaraceae. Inga underarter finns listade i Catalogue of Life.